# King K. Rool
King K. Rool (キングクルール Kingu Kurūru?) es un cocodrilo antropomorfo ficticio y el principal antagonista de la franquicia de videojuegos Donkey Kong de Nintendo, así como el archienemigo de Donkey Kong Diddy Kong, Dixie Kong y Pauline. King K. Rool es el líder de un grupo de bandidos que son crocodilios conocidos como los Kremlings, que también se han enfrentado con los Kongs. Aparece por primera vez en el videojuego Donkey Kong Country de 1994 para la consola Super Nintendo. Se le ha descrito que es «para Donkey Kong lo que Bowser es para Mario». Se le representa como un Kremling enloquecido que con frecuencia finge ser derrotado para engañar a los Kongs; los engaña con diferentes disfraces y utiliza una variedad de artilugios para su ventaja. K. Rool tiene la apariencia de un cocodrilo con sobrepeso con un ojo infectado y abultado. El nombre "K. Rool" es un juego de palabras con "cruel", un guiño a su naturaleza malévola. Además de los videojuegos, K. Rool ha aparecido en la adaptación al manga de Donkey Kong Country, la serie animada de Donkey Kong Country, cómics y varios productos de Nintendo.
En Donkey Kong 64 y las adaptaciones a Game Boy Advance de la trilogía de Donkey Kong Country, la voz de K. Rool fue proporcionada por el ex desarrollador de Rareware, Chris Sutherland. Actualmente, K. Rool es interpretado por el actor de voz japonés Tsuguo Mogami, quien también proporciona varias voces.

## Características
En su aparición debut, King K. Rool es representado como un cocodrilo obeso que viste una capa roja, muñequeras doradas, una placa dorada en el vientre y una corona de oro. Fue diseñado por Steve Mayles, un artista que trabajó en Rare. En apariciones posteriores, el atuendo de K. Rool cambia según el tipo de persona a la cual está interpretando. Sus alias incluyen Kaptain K. Rool, Baron K. Roolenstein y King Krusha K. Rool. También se ha visto a K. Rool pilotando una variedad de embarcaciones. Algunas de ellas son: en Donkey Kong Country, el Gangplank Galleon, un gran barco pirata; en Donkey Kong Country 2: Diddy's Kong Quest, la Flying Kroc, una máquina voladora inspirada en el estilo steampunk; y en Donkey Kong Country 3: Dixie Kong's Double Trouble! el Knautilus, un submarino en forma de pez.
King K. Rool tiene un aspecto más caricaturesco en DK: King of Swing, Donkey Kong Barrel Blast y DK: Jungle Climber. Su placa dorada del vientre ahora se asemeja a piel de color canela, su cola ha sido removida y su corona es mucho más pequeña. Esta representación de King K. Rool también aparece en Mario Super Sluggers para Wii, llevando un atuendo de rey Maya y empuñando un cetro verde.
King K. Rool es descrito como "demente" y "desequilibrado" según la descripción de su trofeo  de Super Smash Bros. Melee, mencionando además su deseo de volar las islas DK de Donkey Kong 64. En una antigua columna de escribas de Rareware.com, Gregg Mayles declaró que la motivación de King K. Rool para robar los plátanos es que quiere que Donkey Kong muera de hambre para poder ocupar su "casa de árbol acogedora", o quizás que simplemente le gustan los plátanos. Esta última explicación está respaldada por el manual del primer videojuego, pero se contradice en DK: Jungle Climber, ya que King K. Rool afirma que odia los plátanos. Cuando se le preguntó a Gregg Mayles sobre qué significa la K en "K. Rool", dijo: «Era solo una manera de hacerlo parecer más importante, que King K. Rool lo había agregado para inflar su ego» y luego bromeó diciendo que «podría haber sido algo tonal como "Kremling", o algo deliberadamente fuera de lugar, como "Keith"».

## Apariciones

### Apariciones principales

#### Donkey Kong Country
King K. Rool aparece en Donkey Kong Country como el jefe final. En este videojuego, se roba el tesoro de plátanos de los Kongs y desafía a los Kongs en su barco pirata, Gangplank Galleon. Durante esta batalla, King K. Rool intenta atacar a los kongs corriendo hacia ellos, saltando sobre ellos desde arriba, lanzando su corona y convocando un aguacero de balas de cañón, probablemente desde el mástil de la nave. A mitad de la batalla, King K. Rool finge ser derrotado, lo que hace que los "Kredits" ("Kréditos") del videojuego se muestren. Este es un intento de engañar al jugador, ya que se levanta poco después y debe ser saltado unas cuantas veces más antes de que la batalla termine.

#### Donkey Kong Country 2
En Donkey Kong Country 2, King K. Rool recibe el sobrenombre de "Kaptain K. Rool" y secuestra a Donkey Kong. Lleva un disfraz de pirata que se parece al que usaban los piratas reales durante la época isabelina; está compuesto por un gran sombrero negro y una túnica con volantes y un trabuco como el arma de elección. Este disfraz complementa el estilo pirata de Donkey Kong Country 2. Los Kongs se enfrentan a Kaptain K. Rool a bordo del Flying Krock, una máquina voladora que flota sobre Crocodile Isle. Durante esta batalla, deben evitar una ráfaga de balas de cañón y gases tóxicos que pueden revertir los controles del jugador, ralentizarlos o aturdirlos brevemente.
Kaptain K. Rool vuelve a aparecer en Krokodile Kore, un volcán ubicado en el Lost World de Crocodile Isle. Para acceder a este nivel, los jugadores deben recoger todas las fichas bonus y presentarlas a Klubba, un Kremling musculoso, que resguarda el Lost World, un lugar que está fuertemente implicado como el lugar de origen de los Kremlings. Después de que King K. Rool es derrotado una vez más, se reproduce una escena que muestra la Crocodile Isle explotando con una puesta de sol de fondo, mientras la familia Kong está observando desde un acantilado cercano.

#### Donkey Kong Country 3
Tras los eventos de Donkey Kong Country 2, King K. Rool se esconde debido a la destrucción de Crocodile Isle. Esta vez secuestra a Donkey Kong y a Diddy Kong, aprisiona a Queen Banana Bird y se dirige a Northern Kremisphere. Aquí reside en Kastle Kaos, y asume el papel de un científico loco llamado Baron K. Roolenstein, que lleva una mochila helicóptero. Engaña a los héroes Dixie Kong y Kiddy Kong para que crean que ha sido derrotado y KAOS, un robot al estilo de Frankenstein, es responsable de secuestrar a los otros kongs. Una vez que llegan al castillo, se sorprenden al saber que King K. Rool ha sido la verdadera mente maestra detrás de todo lo acontecido. En una de sus frases menciona, «me hubiera salido con la mía, si no hubiera sido por ustedes, niños entrometidos», una referencia a la caricatura Scooby-Doo, Where are You!.
El jugador enfrenta al barón K. Roolenstein dos veces; primero en Kastle Kaos y nuevamente en Knautilus, un submarino que se encuentra en el mundo oculto del videojuego, Krematoa. Durante los dos enfrentamientos, King K. Rool utiliza electricidad y tecnología para atormentar a los kongs. Después de ser derrotado por segunda vez, K. Rool es perseguido por una vengativa Queen Banana Bird por todo el North Kremisphere.

#### Donkey Kong 64
En lugar de simplemente secuestrar a los otros kongs y robar bananas, King K. Rool decide adoptar un enfoque más bárbaro al planear volar la Isla Kong con su láser "Blast-o-matic". King K. Rool usa su tradicional atuendo de rey durante la mayoría de la partida, pero en la batalla final contra los Kongs, viste un atuendo de boxeo bajo el nombre de King Krusha K. Rool y lucha con ellos frente a sus subordinados Kremling. Esta última pelea de jefes tiene cinco rondas debido a que hay cinco personajes jugables, aunque los combates de boxeo típicos suelen tener hasta 12 rondas. Al igual que en su primera aparición en los videojuegos de la serie, King K. Rool intenta engañar a los kongs pensando que ha sido derrotado. Después de ser distraído por Candy Kong en una breve escena, Funky Kong le da el golpe final a King K. Rool con una bota mecánica.

#### Donkey Kong Bananza
King K. Rool regresa después de una ausencia de diecisiete años de la serie en Donkey Kong Bananza . K. Rool aparece hacia el final del juego, se revela que está atrapado bajo tierra mientras busca la Raíz de Banandium.

### Otras apariciones

#### Videojuegos
Además de sus papeles principales en los videojuegos de Donkey Kong Country desarrollados por Rare, King K. Rool aparece en Donkey Kong Land, Donkey Kong Land 2 y Donkey Kong Land III. También aparece en varios videojuegos de Donkey Kong luego de la adquisición de Rare por Microsoft en 2002, incluyendo Donkey Konga, DK:King of Swing, Donkey Kong Barrel Blast y DK: Jungle Climber. La primera aparición como personaje jugable de King K. Rool fuera de la serie Donkey Kong fue en Mario Super Sluggers.
Rare había planeado que King K. Rool apareciera en Diddy Kong Pilot para Game Boy Advance, un videojuego que luego fue reelaborado como Banjo-Pilot debido a que la empresa ya no tenía autorización para usar la licencia Donkey Kong. Algunas imágenes de la beta muestran a King K. Rool con un traje de aviador.
En el nivel New Donk City de Super Mario Odyssey, hay varias placas con nombres de calles que hacen referencia a los personajes de Donkey Kong, incluido King K. Rool.
En la serie Super Smash Bros., King K. Rool apareció inicialmente como un trofeo coleccionable en Super Smash Bros. Melee y los demás títulos de la serie. En Super Smash Bros. para Nintendo 3DS y Wii U, se introdujo un atuendo con su parecido para su descarga como un disfraz del luchador Mii. En Super Smash Bros. Ultimate, es introducido como personaje jugable, convirtiéndose en el tercer representante de personajes de la franquicia Donkey Kong. Los movimientos de King K. Rool se basan en sus diversas apariciones a lo largo de la serie Donkey Kong, incluyendo su corona-bumerán de Donkey Kong Country, su trabuco de Donkey Kong Country 2, su mochila helicóptero de Donkey Kong Country 3, sus guantes de boxeo de Donkey Kong 64 y un "smash final" inspirado en Donkey Kong 64 que muestra a King K. Rool disparando su láser Blast-o-matic. En su columna semanal de Famitsu, Masahiro Sakurai, el director de la serie, declaró que King K. Rool fue seleccionado para unirse a la lista de personajes porque «recibió un montón de votos» en el Fighter Ballot. King K. Rool también aparece en el tráiler de presentación de los personajes de Banjo-Kazooie junto a Donkey Kong y Diddy Kong.

#### En otros medios
King K. Rool aparece como un personaje principal en la serie animada El país de Donkey Kong, interpretado por el actor de teatro canadiense Benedict Campbell. En la mayoría de los episodios, King K. Rool intenta robar el coco de cristal, una antigua reliquia que se dice que posee un poder extraordinario. En esta serie, King K. Rool tiene proporciones más delgadas, una capa más pequeña y no posee cola. Su ojo izquierdo, mientras retiene el tic de los videojuegos, ya no está inyectado en sangre. Le acompañan sus dos secuaces Kremling, Klump y Krusha, que aparecen en el videojuego Donkey Kong Country como enemigos genéricos.

## Recepción
El personaje ha recibido una recepción crítica en su mayoría positiva en los últimos años. Playtonic Games, un equipo de desarrollo con muchos ex empleados de Rare, hizo campaña por su inclusión en Super Smash Bros. para Nintendo 3DS y Wii U como contenido descargable. Además, muchos fanáticos realizaron encuestas que concluyeron que King K. Rool era un personaje muy solicitado en el Fighter Ballot, una encuesta en línea que Nintendo realizó para determinar futuros contendientes en forma de contenido descargable. El 8 de agosto de 2018, King K. Rool fue confirmado como un personaje jugable en Super Smash Bros Ultimate. Su revelación estuvo acompañada por un tráiler pre-renderizado y con jugabilidad titulado "The Rivals". Los fanáticos respondieron a la inclusión de King K. Rool en Super Smash Bros. Ultimate enviando una carta de agradecimiento al director de la serie, Masahiro Sakurai.
Game Revolution le dio a King K. Rool el puesto número dos en su lista de personajes que merecen un lugar en Super Smash Bros., argumentando que «ha pasado demasiado tiempo desde que hemos visto a los Kremlings obtener una representación adecuada, con los enemigos reptiles siendo llamativamente ausentes de los dos títulos de DKC de Retro Studios. Es hora, Nintendo. ¡Trae de vuelta a K. Rool!». Game Rant otorgó a King K. Rool el número ocho de su lista de los "10 mejores villanos más icónicos de Nintendo", indicando «Hemos estado esperando pacientemente a que King K. Rool aparezca en uno de los videojuegos de Donkey Kong Country de Retro, pero en este punto, nos conformaríamos con un lugar en la lista de personajes de Super Smash Bros.». ScrewAttack posicionó a King K. Rool de manera similar en el número nueve de su lista de los 10 mejores villanos de Nintendo, señalando que «Lo que hace que King K. Rool sea un villano tan alegre es su mezcla de estilo caricaturesco clásico al mirar la cuarta pared y jugar a los disfraces en ocasiones y una ventaja amenazadora que muestra cuando las batallas se vuelven intensas». El canal de YouTube WatchMojo.com posicionó a King K. Rool como el séptimo mejor jefe de videojuegos. La aparición de King K. Rool en Donkey Kong 64 ocupó el puesto número 85 en la lista de los "100 jefes más difíciles de los videojuegos" de la revista New York Magazine.